# Lue Sai
Lue Sai (sinh thế kỷ 15 tại Muang Sua, mất 1433), danh xưng hoàng gia là Samdach Brhat-Anya Chao Luvana Jaya Chakrapati Phen-Pheo, sử Việt Nam gọi là Côn Cô, là vua thứ tám của Vương quốc Lan Xang, trị vì từ năm 1432 đến khi mất 1433.
Ông là con trưởng của Vua Samsenethai (trị vì 1372–1417) với người mẹ không rõ danh tính. Năm 1432 ông kế vị em trai là Vua Kham Tam Sa, người đã rời cung do bị Nữ Nhiếp chính Nang Keo Phimpha bức hại.
Cũng do Nang Keo Phimpha mà sau 6 tháng tại vị Vua Lue Sai tự sát trong vườn cung điện, năm 1433. Người kế vị của ông là Vua Khai Bua Ban, trị vì 1433 - 1436.
Tháng 8 đến tháng 9 âm năm 1434, Khâm định Việt sử Thông giám cương mục chépː "Xuất quân đi cứu Ai Lao, rồi lại bãi binh. Trước kia, bàn gia (vua) Ai Lao là Côn Cô bị Nữu Tại, là bầy tôi, đánh và bức bách. Côn Cô sai sứ giả đến cầu cứu. Nhà vua sai quản hạt 3 Lê Bạn đến hiệu dụ và dàn xếp. Đến đây, Ai Lao lại sai bầy tôi đến dâng sản vật địa phương và xin quân cứu. Nhà vua sắc sai Thiếu uý Xa Miên ở Mộc Châu đem quân Mán Nam Mã (Mã Nam) đến cứu viện. Khi đến nơi thì Nữu Tại đã giết Côn Cô mà lập Dụ Quần, người trong họ của Côn Cô, làm bàn gia (vua) rồi. Ai Lao lại đem dâng ba thớt voi vàng bạc để xin hàng. Triều đình bỏ qua việc Ai Lao, không xét hỏi đến nữa, hạ lệnh cho Xa Miên kéo quân về."